# 송천영
송천영(宋千永, 1939년 12월 16일~2019년 7월 2일)은 대한민국의 정치인이다. 제12·14대 국회의원을 지냈다.

## 학력
- 신흥초등학교 졸업
- 보문중학교 졸업
- 대전고등학교 졸업
- 국민대학교 법학과 졸업
- 충남대학교 경영대학원 수료

## 경력
- 전신민당상무위원
- 민추중앙상임운영위원
- 제12대 국회의원(신한민주당, 충남 대전시 동구)
- 제14대 국회의원(민주당, 대전 동구 을)
- 통일민주당창당발기인
- 충남제1지구당위원장
- 통일민주당인권옹호부위원장
- 국회내무위원회위원

## 역대 선거 결과
|  | 3.02% |

|  | 7.66% |

|  | 35.89% |

|  | 26.25% |

|  | 44.73% |

|  | 22.91% |

|  | 18.12% |

|  | 31.16% |